# 拉什利冰川
77°54′S 159°51′E / 77.900°S 159.850°E
拉什利冰川（英語：Lashly Glacier）是南極洲的冰川，位於奧次地，西面是拉什利山脈，東面是夸特梅因山脈，該冰川取名自拉什利山脈，現時由南極條約體系管理。